# アペンドストーリー
アペンドストーリー（Append Story、Append Stories）は、KIDがドリームキャスト (DC) 向けに開発したオリジナルゲームソフトの一部に搭載したシステムで、インターネットを通してファイルをダウンロードさせることで、ソフトの発売後に新たなシナリオを追加するためのものである。

## 概要
このシステムは、家庭用ゲーム機として初めてインターネット接続機能を標準装備したDCならではのもので、プレイヤーから二次創作シナリオを公募し、KIDのスタッフにより制作されたシナリオとともに、ゲームにダウンロードしてプレイできるデータの形で、オフィシャルサイト上にて週1本の割合で配信するというものであった。
二次創作である関係上、ネタバレを含むシナリオが制作される場合もあり（それも許容されていた）、その際は「○○編ネタバレあり」などの注意書きがなされ、本編プレイ後にプレイするよう促していた。
後づけシナリオであるがゆえに、テキスト以外にはオリジナルメディアに格納されているグラフィックや音楽のデータしか使うことができず、当然ながら音声は再生されない。「最初から用意されているグラフィックしか使用できない」ことを逆手に取って、それをネタとして使ったシナリオも存在した。
なお、シナリオファイル自体はビジュアルメモリに格納するデータという形式になっており、インターネットからダウンロードする以外にも、当該作品の後に発売されたKIDの別のゲームソフトで「おまけデータ」という形で提供されている場合があり、これらのゲームソフトを入手することでもアペンドストーリーを楽しむことができる。
本システムを搭載してDCで先行発売されたゲームソフトのPlayStation 2 (PS2) 移植作品のメニューにも「Append Story」の項目があるが、これはインターネット上で配布していたファイルの内容をパッケージに取り込んだもので、インターネット環境の有無に関係なくソフト単体でプレイすることができる（ただし、本編のクリア状況によって選択に制限がかかる）。移植の際も音声の再収録は行われていないために、アペンドストーリー部分の音声は再生されないままである。

## 企画の経緯
KID社内でDCのネットワーク機能を活かしたゲームについて検討していたところ、「ユーザーがシナリオを作成して自由に配信できる『ギャルゲーツクール』を作れ」と社長が命じたのが企画の始まりだった。この案は開発やサポートが困難であるという理由で実現しなかったが、ユーザーからのシナリオ募集という要素を残し、単体の商品ではなくおまけという形で仕上げることでアペンドストーリーのシステムができあがった。
スタッフの想定した以上に反響が大きく、選考には苦労が伴ったが、初導入ソフトである『Never7』の売り上げが伸び悩んでいたため、同人作家の気を惹いて彼らをうまく取り込むためにも配信は続けられた。『Ever17』以降は作品内容の設定が細かくなりすぎてシナリオを付け加える余裕がなくなったために企画は終了したが、総じてユーザーからの評価はとてもよかった。
2006年12月1日をもってKIDが倒産したことから、現在はシナリオの配信は行われていない。

## アペンドストーリーを搭載したソフト
- Never7 -the end of infinity-（PS2移植時にほぼ全アペンドストーリーを収録）
- 夢のつばさ Fate of Heart
- Memories Off 2nd（PS2版『Memories Off Duet』に全アペンドストーリーを収録）
- My Merry May（PS2『My Merry May with be』に全アペンドストーリーを収録）